# Meriones chengi
Meriones chengi là một loài động vật có vú trong họ Chuột, bộ Gặm nhấm. Loài này được Wang mô tả năm 1964.